# Revival Tour
Revival Tour – druga solowa trasa koncertowa amerykańskiej wokalistki Seleny Gomez, promująca album Revival (2015). Trasa rozpoczęła się 6 maja 2016 w Mandalay Bay Resort and Casino w Las Vegas, a miała zakończyć się 18 grudnia w Guadalajarze. Została odwołana z powodu złego stanu zdrowia Seleny. Ostatni koncert odbył się więc 13 sierpnia 2016 roku w Auckland, Nowa Zelandia.

## Zapowiedź trasy
1 października 2015 roku Gomez ogłosiła, że późną wiosną następnego roku rozpocznie tournée po Ameryce Północnej w celu promocji swojego albumu Revival (2015). Dyskutując na temat trasy koncertowej w filmie poświęconym jej fanom na Instagramie.
Mam bardzo ekscytujące ogłoszenie: uruchamiam mój Revival World Tour. Przejedziemy przez USA i Kanadę od maja do lipca, a później wyjeżdżam za granicę.
Zapowiedziała także, że fani mogą kupić pakiet Revival z dostępem do szybkiego biletu. W oświadczeniu dla Entertainment Weekly, Gomez stwierdziła:
Jestem gotowa wrócić na trasę i zobaczyć moich fanów osobiście! Ten album jest nowym i bardzo ważnym rozdziałem w moim życiu. Nie mogę się doczekać, aby wejść na scenę i wykonać nowy materiał.

## Setlista
Lista utworów z koncertu 14 maja 2016 roku w Vancouver, Kolumbia Brytyjska.
| 1. „Revival” 2. „Same Old Love” 3. „Come & Get It” 4. „Sober” 5. „Good for You” 6. „Survivors” 7. „Slow Down” 8. „Love You Like a Love Song” 9. „Hands to Myself” 10. „Who Says” | 11. „Transfiguration” (Hillsong Worship cover) 12. „Nobody” 13. „Feel Me” 14. „Me & My Girls” 15. „Me & the Rhythm” 16. „Body Heat” 17. „Sweet Dreams (Are Made of This)” (Eurythmics cover) 18. „Kill Em with Kindness” 19. „I Want You to Know” 20. „Revival” (remix) |

- Podczas show w Miami, Selena zadedykowała „Transfiguration” i „Nobody” Christinie Grimmie, która zmarła 10 czerwca 2016 r. w wyniku ataku po jej występie w Orlando[5].
- Podczas show w Nowym Orleanie Gomez poświęciła „Transfiguration” ofiarom, które miały miejsce w nocnym klubie w Orlando w 2016 roku[6].
- Podczas show w Anaheim, Charlie Puth dołączył do Gomez, aby wykonać utwór „We Don’t Talk Anymore”[7].

## Lista koncertów
| Data             | Miejscowość      | Państwo           | Obiekt                          | Support                 | Sprzedane bilety          | Dochód                      |
| Ameryka Północna | Ameryka Północna | Ameryka Północna  | Ameryka Północna                | Ameryka Północna        | Ameryka Północna          | Ameryka Północna            |
| ---------------- | ---------------- | ----------------- | ------------------------------- | ----------------------- | ------------------------- | --------------------------- |
| 6 maja 2016      | Las Vegas        | Stany Zjednoczone | Mandalay Bay Events Center      | DNCE Bea Miller         | 8.761 / 9.173             | 594.878 $                   |
| 8 maja 2016      | Fresno           | Stany Zjednoczone | Save Mart Center                | DNCE Bea Miller         | 8.269 / 10.141            | 558.576 $                   |
| 10 maja 2016     | Sacramento       | Stany Zjednoczone | Sleep Train Arena               | DNCE Bea Miller         | N/A                       | N/A                         |
| 11 maja 2016     | San Jose         | Stany Zjednoczone | SAP Center                      | DNCE Bea Miller         | N/A                       | N/A                         |
| 13 maja 2016     | Seattle          | Stany Zjednoczone | KeyArena                        | DNCE Bea Miller         | N/A                       | N/A                         |
| 14 maja 2016     | Vancouver        | Kanada            | Rogers Arena                    | Bea Miller Tyler Shaw   | N/A                       | N/A                         |
| 16 maja 2016     | Edmonton         | Kanada            | Rexall Place                    | DNCE Bea Miller         | N/A                       | N/A                         |
| 17 maja 2016     | Calgary          | Kanada            | Scotiabank Saddledome           | DNCE Bea Miller         | N/A                       | N/A                         |
| 19 maja 2016     | Saskatoon        | Kanada            | SaskTel Centre                  | DNCE Bea Miller         | N/A                       | N/A                         |
| 20 maja 2016     | Winnipeg         | Kanada            | MTS Centre                      | Bea Miller Tyler Shaw   | N/A                       | N/A                         |
| 22 maja 2016     | Ottawa           | Kanada            | Canadian Tire Centre            | Bea Miller Tyler Shaw   | N/A                       | N/A                         |
| 23 maja 2016     | London           | Kanada            | Budweiser Gardens               | DNCE Bea Miller         | 7.948 / 8.635             | 467.569 $                   |
| 25 maja 2016     | Toronto          | Kanada            | Air Canada Centre               | DNCE Bea Miller         | 13.448 / 13.448           | 821.528 $                   |
| 26 maja 2016     | Montreal         | Kanada            | Bell Centre                     | DNCE Bea Miller         | N/A                       | N/A                         |
| 28 maja 2016     | Boston           | Stany Zjednoczone | TD Garden                       | DNCE Bea Miller         | N/A                       | N/A                         |
| 29 maja 2016     | Uncasville       | Stany Zjednoczone | Mohegan Sun Arena               | DNCE Bea Miller         | 7.139 / 7.139             | 465.290 $                   |
| 1 czerwca 2016   | Brooklyn         | Stany Zjednoczone | Barclays Center                 | DNCE Bea Miller         | 11.582 / 12.970           | 893.432 $                   |
| 2 czerwca 2016   | Newark           | Stany Zjednoczone | Prudential Center               | DNCE Bea Miller         | N/A                       | N/A                         |
| 4 czerwca 2016   | Washington       | Stany Zjednoczone | Verizon Center                  | DNCE Bea Miller         | 10.021 / 12.822           | 701.939 $                   |
| 5 czerwca 2016   | Cincinnati       | Stany Zjednoczone | U.S. Bank Arena                 | DNCE Bea Miller         | N/A                       | N/A                         |
| 7 czerwca 2016   | Charlotte        | Stany Zjednoczone | Time Warner Cable Arena         | DNCE Bea Miller         | N/A                       | N/A                         |
| 9 czerwca 2016   | Atlanta          | Stany Zjednoczone | Philips Arena                   | DNCE Bea Miller         | 7.850 / 9.106             | 508.645 $                   |
| 10 czerwca 2016  | Orlando          | Stany Zjednoczone | Amway Center                    | DNCE Bea Miller         | 9.389 / 9.600             | 639.745 $                   |
| 11 czerwca 2016  | Miami            | Stany Zjednoczone | American Airlines Arena         | DNCE Bea Miller         | N/A                       | N/A                         |
| 14 czerwca 2016  | New Orleans      | Stany Zjednoczone | Smoothie King Center            | DNCE Bea Miller         | 9.062 / 9.062             | 612.718 $                   |
| 15 czerwca 2016  | Houston          | Stany Zjednoczone | Toyota Center                   | DNCE Bea Miller         | N/A                       | N/A                         |
| 17 czerwca 2016  | Austin           | Stany Zjednoczone | Frank Erwin Center              | DNCE Bahari             | 7.707 / 12.293            | 580.609 $                   |
| 18 czerwca 2016  | Dallas           | Stany Zjednoczone | American Airlines Center        | DNCE Bahari             | 12.206 / 14.203           | 906.170 $                   |
| 19 czerwca 2016  | Tulsa            | Stany Zjednoczone | BOK Center                      | DNCE Bahari             | 7.487 / 8.000             | 528.235 $                   |
| 21 czerwca 2016  | Nashville        | Stany Zjednoczone | Bridgestone Arena               | DNCE Bahari             | 9.507 / 15.763            | 510.266 $                   |
| 22 czerwca 2016  | Louisville       | Stany Zjednoczone | KFC Yum! Center                 | DNCE Bahari             | N/A                       | N/A                         |
| 24 czerwca 2016  | Auburn Hills     | Stany Zjednoczone | The Palace of Auburn Hills      | DNCE Bahari             | N/A                       | N/A                         |
| 25 czerwca 2016  | Chicago          | Stany Zjednoczone | United Center                   | DNCE Bahari             | N/A                       | N/A                         |
| 26 czerwca 2016  | Saint Louis      | Stany Zjednoczone | Scottrade Center                | DNCE Bahari             | 7.181 / 8.000             | 448.623 $                   |
| 28 czerwca 2016  | Saint Paul       | Stany Zjednoczone | Xcel Energy Center              | DNCE Bahari             | N/A                       | N/A                         |
| 29 czerwca 2016  | Milwaukee        | Stany Zjednoczone | Marcus Amphitheater             | DNCE Bahari             | N/A                       | N/A                         |
| 1 lipca 2016     | Kansas City      | Stany Zjednoczone | Sprint Center                   | DNCE Bahari             | N/A                       | N/A                         |
| 2 lipca 2016     | Denver           | Stany Zjednoczone | Pepsi Center                    | DNCE Bahari             | N/A                       | N/A                         |
| 5 lipca 2016     | Phoenix          | Stany Zjednoczone | Talking Stick Resort Arena      | DNCE Bahari             | 8.977 / 11.452            | 522.030 $                   |
| 6 lipca 2016     | San Diego        | Stany Zjednoczone | Valley View Casino Center       | DNCE Bahari             | N/A                       | N/A                         |
| 8 lipca 2016     | Los Angeles      | Stany Zjednoczone | Staples Center                  | DNCE Bahari             | 13.942 / 13.942           | 978.804 $                   |
| 9 lipca 2016     | Anaheim          | Stany Zjednoczone | Honda Center                    | Bea Miller Charlie Puth | 10.176 / 11.435           | 769.533 $                   |
| 11 lipca 2016    | Quebec City      | Kanada            | Plains of Abraham               | N/A                     | N/A                       | N/A                         |
| Azja             |                  |                   |                                 |                         |                           |                             |
| 23 lipca 2016    | Djakarta         | Indonezja         | Indonesia Convention Exhibition | N/A                     | N/A                       | N/A                         |
| 25 lipca 2016    | Shah Alam        | Malezja           | Malawati Indoor Stadium         | N/A                     | N/A                       | N/A                         |
| 27 lipca 2016    | Singapur         | Singapur          | Singapore Indoor Stadium        | Gentle Bones            | N/A                       | N/A                         |
| 29 lipca 2016    | Bangkok          | Tajlandia         | IMPACT Arena                    | Jai Waetford            | N/A                       | N/A                         |
| 31 lipca 2016    | Manila           | Filipiny          | Mall of Asia Arena              | Darren Espanto          | N/A                       | N/A                         |
| 2 sierpnia 2016  | Tokio            | Japonia           | Tokyo International Forum       | DNCE                    | N/A                       | N/A                         |
| 3 sierpnia 2016  | Tokio            | Japonia           | Tokyo International Forum       | DNCE                    | N/A                       | N/A                         |
| Oceania          |                  |                   |                                 |                         |                           |                             |
| 6 sierpnia 2016  | Melbourne        | Australia         | Margaret Court Arena            | DNCE                    | 10.285 / 10.822           | 709.848 $                   |
| 7 sierpnia 2016  | Melbourne        | Australia         | Margaret Court Arena            | DNCE                    | 10.285 / 10.822           | 709.848 $                   |
| 9 sierpnia 2016  | Sydney           | Australia         | Qudos Bank Arena                | DNCE                    | 9.493 / 9.493             | 643.068 $                   |
| 11 sierpnia 2016 | Brisbane         | Australia         | Brisbane Entertainment Centre   | DNCE                    | 5.026 / 5.026             | 371.792 $                   |
| 13 sierpnia 2016 | Auckland         | Nowa Zelandia     | Vector Arena                    | DNCE                    | N/A                       | N/A                         |
| W sumie          | W sumie          | W sumie           | W sumie                         | W sumie                 | 187.187 / 222.535 (84,1%) | 13.233.298 $ / 35.600.000 $ |